# 明珠大道
明珠大道，安徽省合肥市的一条东西向干道，连接合肥经开区与高新区。道路起自金炉路，终于鸡鸣山路，其中集贤路以东称明珠路。沿路有合肥市翡翠学校、明珠公园、北雁湖湿地公园等。

## 轨道交通
- █ 4号线：长安集站